# 塞提一世
塞提一世（Seti I），古埃及第十九王朝法老（约前1294年6月—约前1279年5月13日在位）。他是拉美西斯一世的兒子、拉美西斯二世的父亲。塞提一世於即位后重振埃及军队，以图收复阿蒙霍特普四世时期埃及在叙利亚和巴勒斯坦喪失的领土。曾攻陷推罗城，与赫梯人交战，后订立和约。在位时大兴土木，修建包括卡纳克神庙的伊波斯蒂尔大厅在内的许多宏伟建筑。
塞提一世的陵墓（木乃伊已被移走）于1817年被意大利考古爱好者乔瓦尼·巴蒂斯塔·贝尔佐尼在帝王谷中发现，墓中的壁畫為目前所發現的陵墓中保存最好，也是最完整的描述法老王死後升天的種種過程的。

## 图片

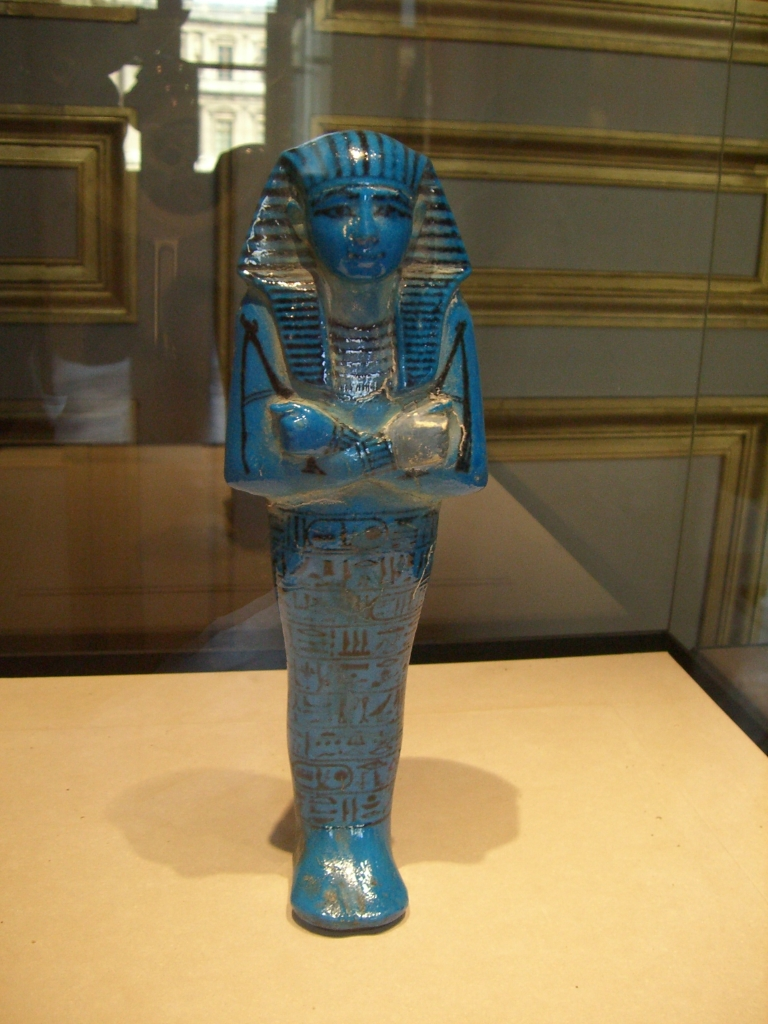
塞提一世的巫沙布提俑
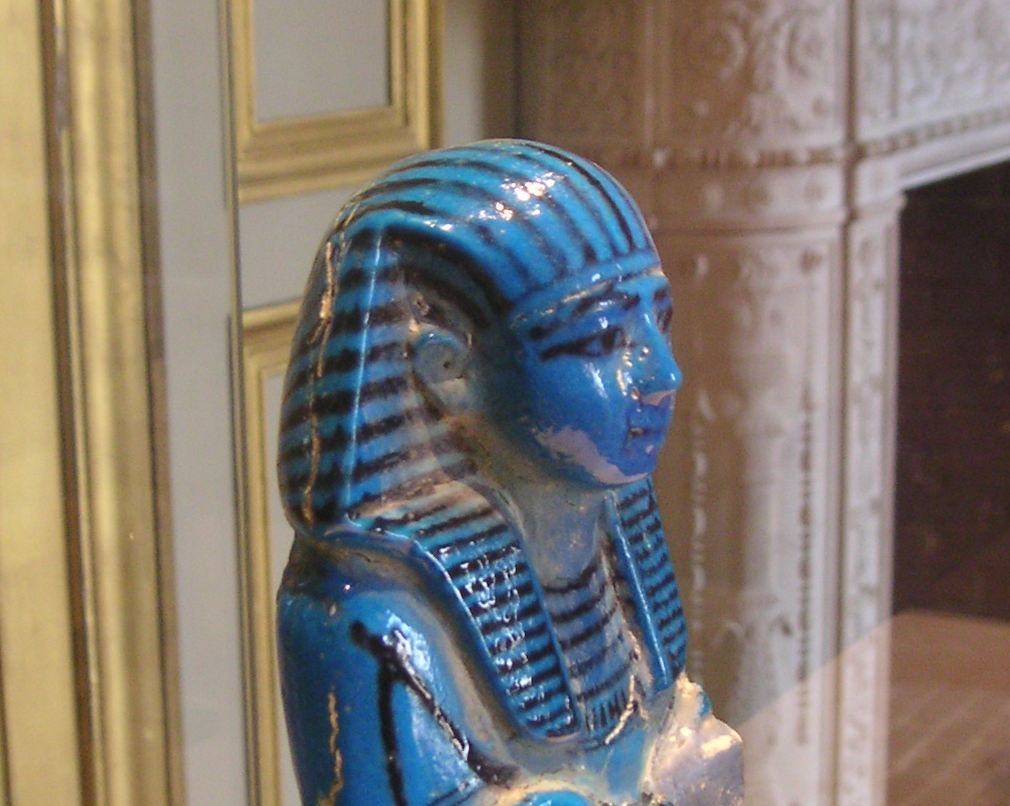
近拍的塞提一世巫沙布提俑
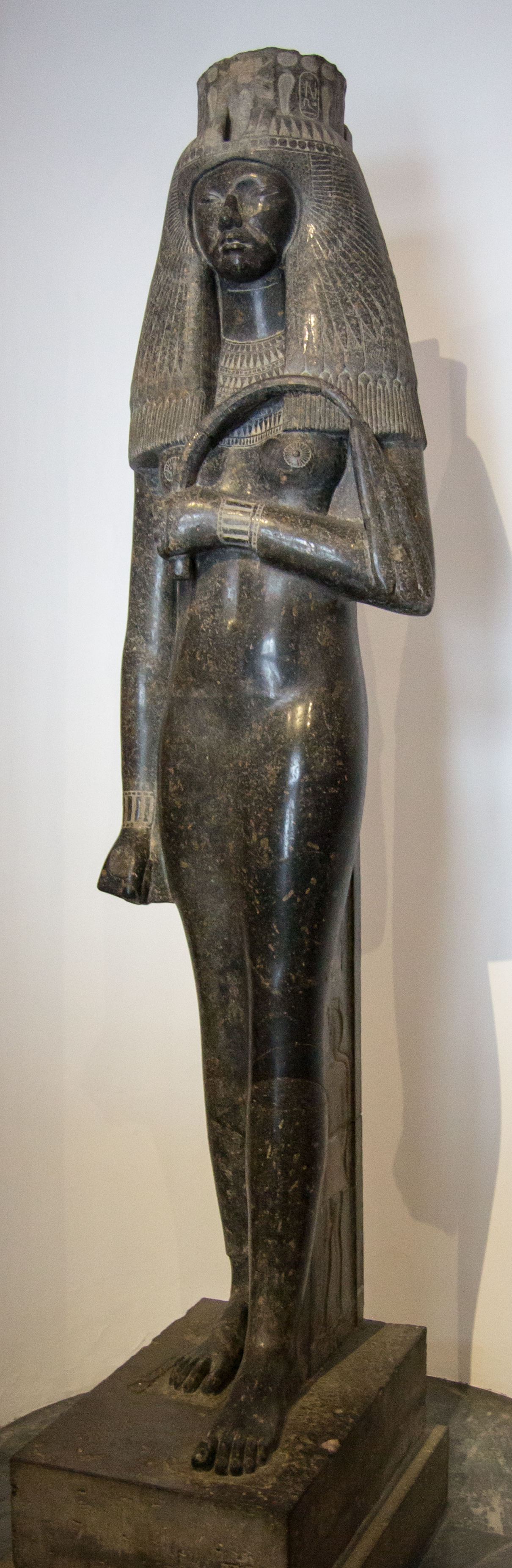
塞提一世的妻子图雅雕

## 相關作品
- 《十誡》（畫影）：1956年美國派拉蒙電影公司製作，Cedric Hardwicke（英语：Cedric Hardwicke）飾
- 《埃及王子》（動畫电影）：1998年美国夢工廠制作，派崔克·史都華配音
- （電影）：1999年美國環球影業冒險電影，由Aharon Ipalé飾演塞提一世，2001年同系列電影第二集也是Aharon Ipalé演出
- （電影）：2014年美國二十世紀福斯史詩片，John Turturro飾